# Beatrice Munyenyezi
Beatrice Munyenyezi, née en 1970, est une femme rwandaise connue pour son implication dans le génocide des Tutsis au Rwanda. Elle s'est enfuie aux États-Unis où elle a demandé avec succès l'asile politique en invoquant la persécution dans son pays d'origine. En 2013, un tribunal américain a conclu qu'elle avait menti sur son implication dans le génocide au cours de la procédure de demande d'asile. Elle a été déchue de sa citoyenneté américaine et a été condamnée à dix ans de prison.

## Biographie
Beatrice Munyenyezi est née vers 1970 à Butare, province du Sud, au Rwanda.
En 1993 elle épouse Arsène Shalom Ntahobali, étudiant à l'université nationale du Rwanda à Butare. La mère de son mari est Pauline Nyiramasuhuko qui est devenue par la suite ministre dans le gouvernement provisoire de Juvénal Habyarimana. Ceci marque son entrée dans un clan connu sous le nom de « Akazu »,.
Le 6 avril 1994 l'assassinat du président rwandais déclenche le début du génocide des Tutsis. Son mari et la mère de ce dernier y participent dans la ville natale de Beatrice Munyenyezi. Son mari est l'un des dirigeants de l'organisation extrémiste Hutu connue sous le nom d'Interahamwe pour la zone autour de la ville. Pendant le génocide, avec l'aval de sa mère il viole et tue systématiquement des femmes tutsies.
Son mari et d'autres ont été reconnus coupables d'avoir tué des réfugiés, des orphelins et des patients de l'hôpital local et d'avoir fait des prisonniers tutsis et organisé leur exécution. En particulier, lui et sa mère ont organisé et tenu un barrage routier devant l'hôtel Ihuliro de Butare, qui appartient à la famille, où les Tutsi ont été identifiés, emprisonnés et exécutés.
En 1997, son mari et sa mère ont été arrêtés à Nairobi où il tenait une épicerie depuis trois ans.

### Immigration aux États-Unis
Elle quitte le Rwanda après le génocide avec ses trois filles, et en 1995 elle dépose une demande de naturalisation aux États-Unis. Sur le questionnaire qu'elle doit remplir, elle indique n'avoir pas d'affiliation politique et n'avoir pas participé au génocide.
En 1998, elle et ses trois filles s'installent à Manchester, dans le New Hampshire, après avoir obtenu l'asile politique sur la base de son témoignage selon lequel elle était persécutée dans son pays d'origine,. Elle se construit un personnage irréprochable, s'engage en faveur des réfugiés et se présente comme une survivante du génocide, prétendant que sa famille a disparu. Elle se présente à ses voisins, sollicite leur aide pour sa piscine, et précise que son mari est un prisonnier politique, mais parle très peu du génocide. Ses enfants fréquentent une école catholique et Munyenyezi commence à travailler au Manchester Housing and Redevelopment Authority en tant que conseillère pour les réfugiées. Elle s'inscrit aussi à l'université du New Hampshire à Manchester. Le 18 juillet 2003 elle prête serment et devient citoyenne des États-Unis.
Elle commence à témoigner publiquement sur son histoire. En 2005 elle est interviewée par la New Hampshire Radio dans le cadre d'une émission intitulée Finding Refuge in the Queen City. Elle commence également à rédiger ses mémoires sous le titre de Life in the Middle of Nowhere: Surviving Genocide in Rwanda and Zaire, comme Marie Béatrice Umutesi l'avait fait en 2000. Elle y décrit avoir été témoin d'une attaque des Tutsis sur son village en 1990, et avoir survécu au génocide initié par la suite par les Hutus.

### Comparution comme témoin devant le Tribunal international
En janvier 2004 sa sœur ainée Prudence Kantengwa la rejoint aux États-Unis au bénéfice d'un visa de tourisme. Elle doit répondre aux mêmes questions que sa sœur pour la demande d'asile politique, mais si elle indique n'avoir pas participé au génocide, elle admet néanmoins que son mari avait dirigé la sécurité interne des milices hutus. Cette confession attire l'attention du département de la Sécurité intérieure des États-Unis et une enquête est menée par Brian Andersen, expert des crimes de guerre basé à Boston, qui remarque que Prudence Kantengwa a une sœur à Boston.
Béatrice Munyenyezi est assignée en 2006 à comparaitre à Arusha par le Tribunal pénal international pour le Rwanda dans les procès de sa belle-mère Pauline Nyiramasuhuko et de son mari Arsène Shalom Ntahobali.
Munyenyezi a menti en tant que témoin à décharge pour son mari et sa belle-mère lors de leur jugement par un tribunal international pour leur rôle dans le génocide en 2006. Ils ont tous deux été condamnés à la réclusion à perpétuité malgré le témoignage de Munyenyezi selon lequel ils n'étaient pas impliqués dans le génocide. Elle a dit qu'elle n'avait vu aucun meurtre au barrage routier près de leur maison. D'autres témoins ont donné des témoignages contradictoires et ceux-ci ont été étayés par des images satellites. Le tribunal américain a décidé que Munyenyezi était impliquée dans les activités au barrage routier. Elle a inspecté les cartes d'identité pour décider de l'origine raciale des personnes arrêtées. Lorsqu'elle indiquait que quelqu'un était tutsi, cela équivalait à une condamnation à mort. Des meurtres et des viols ont été documentés à ce barrage routier,.

### Procès aux États-Unis en 2012 et condamnation pour parjure
En 2010 elle est démasquée publiquement par un article de Michele McPhee du Boston Magazine intitulé « The monster next door ». La justice américaine n'a cependant pas les moyens de la juger pour son implication dans le génocide. Un ancien interhamwe, Jean Damascène Munyaneza, témoigne toutefois lors de son procès à propos de son rôle dans le viol d'une religieuse.
En 2013, elle perd sa citoyenneté américaine en raison de son parjure lors de son audition pour son asile politique une décennie auparavant. Son avocat de la défense fait valoir qu'elle n'avait pas commis de crime en Amérique et qu'elle était enceinte et non impliquée. Il a fait valoir également que l'affaire judiciaire coûtait des millions de dollars. Elle a été condamnée à dix ans de prison. Elle et son avocat ont fait appel de la condamnation, mais les juges ont déclaré que les preuves pour plaider en faveur d'une annulation du procès n'étaient pas concluantes. Dès sa condamnation, il est établi qu'après avoir purgé sa peine elle est vouée à être déportée au Rwanda.
En octobre 2019, un juge américain a rejeté sa demande de nouveau procès, notant que les motifs d'un nouveau procès étaient insignifiants. Le juge a déclaré que la peine serait maintenue et qu'elle risquait d'être expulsée une fois sa peine purgée.
En avril 2021 elle est extradée des États-Unis et renvoyée au Rwanda.

### Arrestation en 2021 au Rwanda
Le 17 avril 2021, Munyenyezi est arrêtée à son arrivée au Rwanda après avoir été expulsée des États-Unis pour meurtre et complicité de viol liés au génocide rwandais. Elle n'a pas commenté la presse locale mais a nié les accusations alors qu'elle se trouvait aux États-Unis. Le 5 mai 2021, elle est inculpée devant un tribunal de Kigali, au Rwanda, où elle a nié les accusations portées contre elle en disant que pendant le génocide de 1994, elle était adolescente et enceinte et que cela n'aurait rien à voir avec les crimes dont elle était accusée. Elle a reçu l'ordre de rester en garde à vue et a été escortée hors de la salle d'audience menottée,,.